# Jan Van Beers
Jean Marie Constantin Joseph van Beers, detto Jan (Lier, 27 marzo 1852 – Fay-aux-Loges, 17 novembre 1927), è stato un pittore belga.

## Biografia
Jan Van Beers nacque nella città di Lier, nelle Fiandre, figlio del poeta Jan Van Beers, seguì i corsi dell'Accademia di Belle arti di Anversa, per poi stabilirsi a Parigi nel 1878 lavorando nell'atelier di Alfred Stevens.
Nel 1881 sollevò uno scandalo al Salon di Bruxelles dove aveva esposto due tele. Fu accusato, infatti, di aver dipinto il suo quadro "Le yacht La Sirène" su di una fotografia. Van Beers propose allora di affidare l'analisi del quadro a degli esperti. Questi, dopo i dovuti accertamenti, dichiararono che non vi era alcuna fotografia sotto la pittura.
Realizzò illustrazioni per molte riviste, come ad esempio La revue illustrée.
È generalmente considerato un "pittore mondano".

Van Beers si spense all'età di 75 anni nel 1927, nella cittadina francese di Fay-aux-Loges.

## Opere nei musei
- Parigi, Museo del "Petit Palais".

- I funerali di Carlo il Buono, Conte di Fiandra, celebrati a Bruges il 2 aprile 1127
- Rouen, Museo di Belle arti.

- Una Parigina.
- Arras, Museo di Belle arti.

- Un Moschettiere, 1874.
- Bruxelles,  Musei Reali di Belle arti

- Ritratto di Sarah Bernhardt 1888.

## Galleria d'immagini

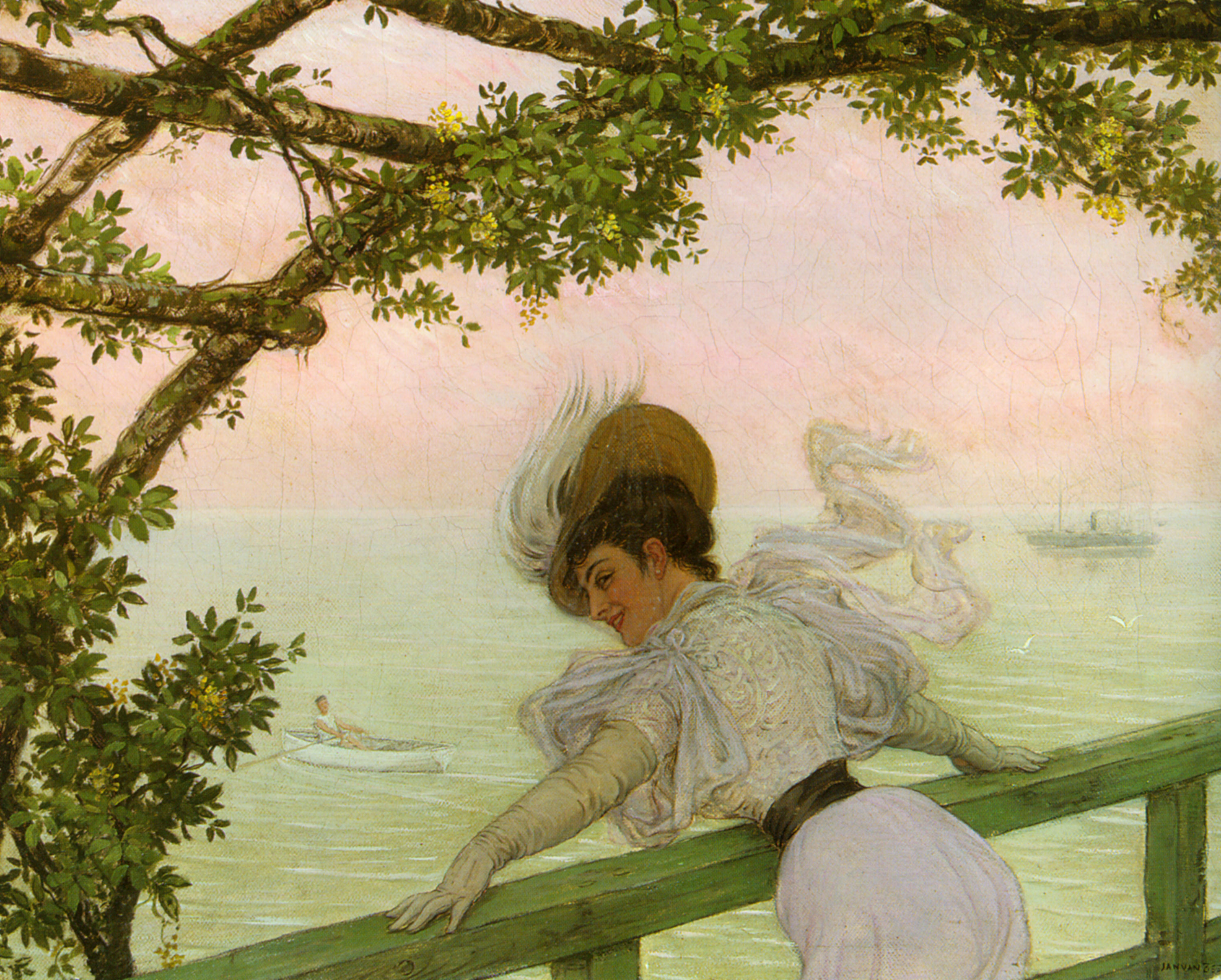
Sul balcone
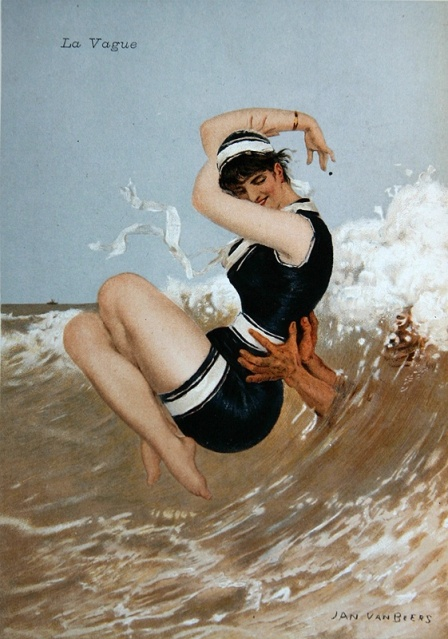
L'onda
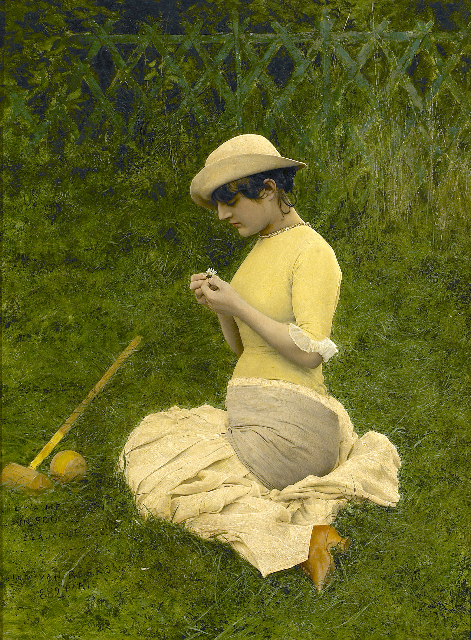
M'ama, non m'ama
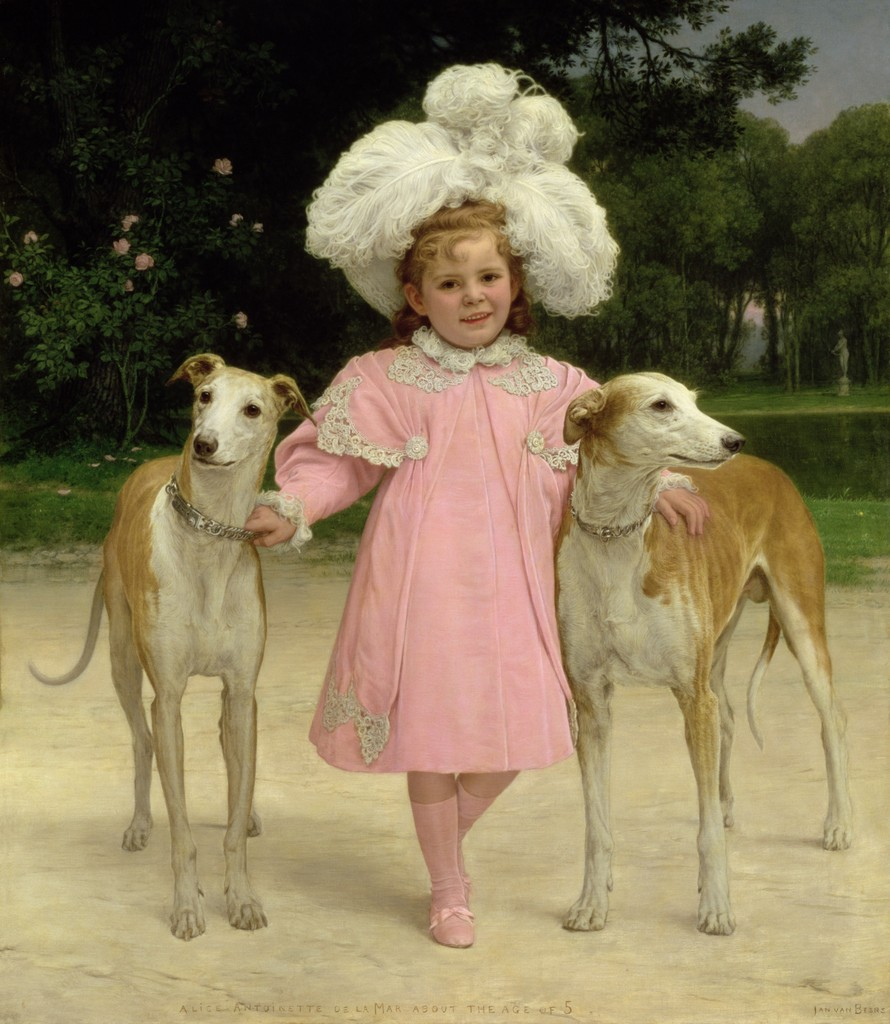
Bimba con due cani
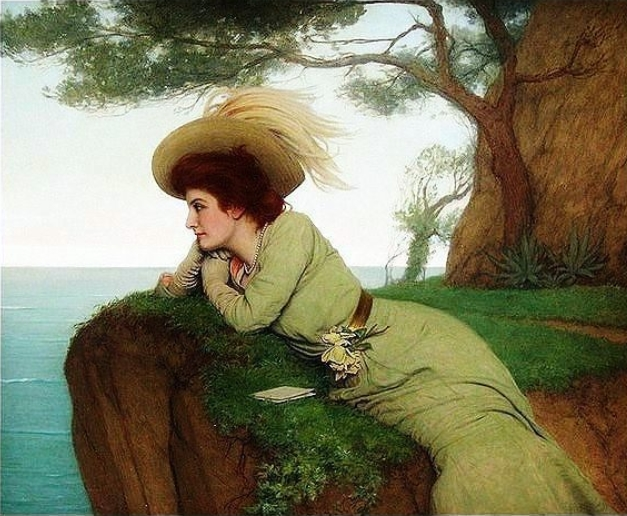
Senza titolo